# Ebano

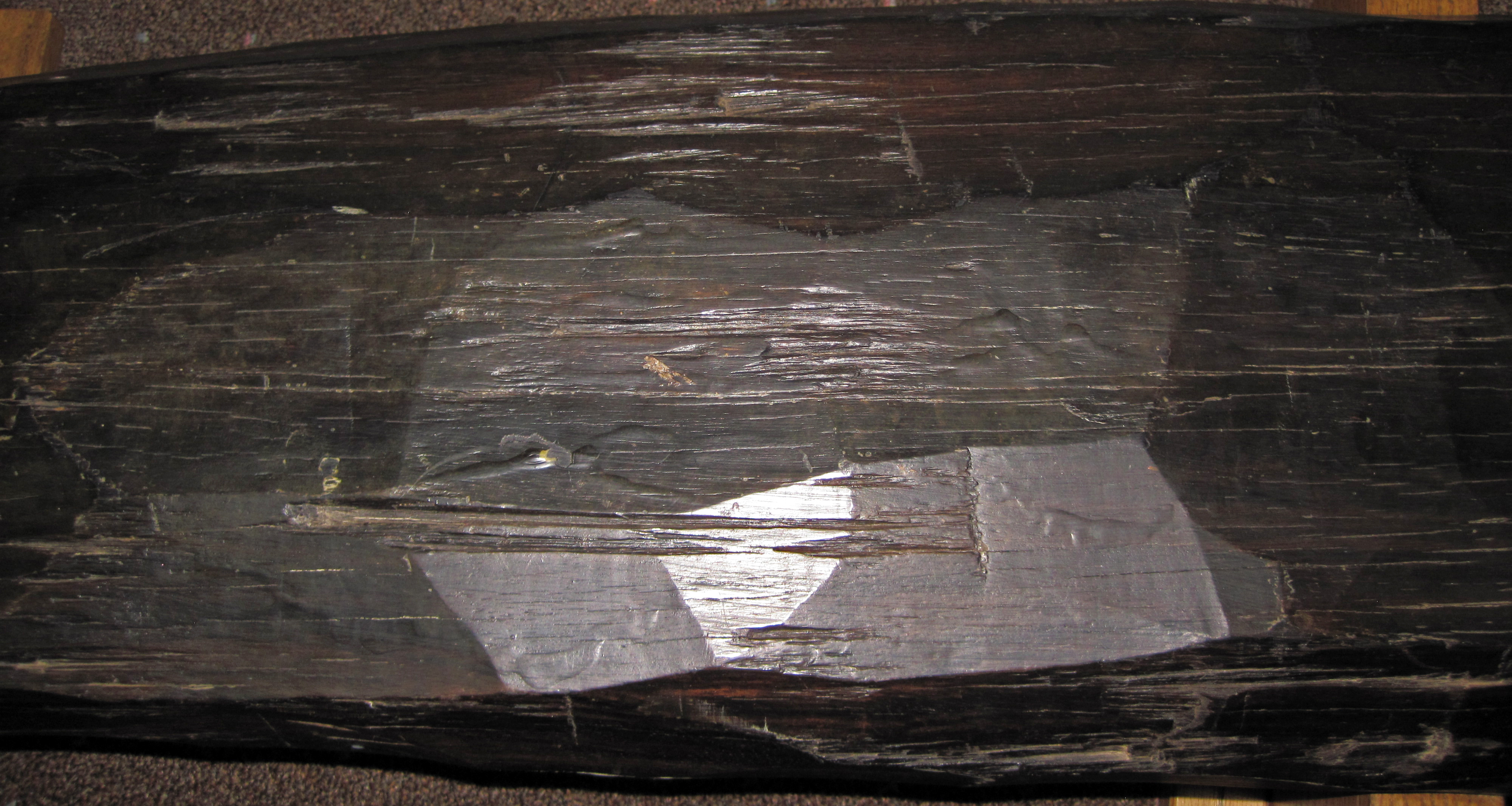
Legno d'ebano al Warther Museum di Dover (Ohio, Stati Uniti).

L'ebano è un legno duro, compatto e scuro che si ricava da diverse specie di alberi del genere Diospyros, della famiglia delle Ebenacee. Con lo stesso termine vengono erroneamente chiamati anche altri legnami.
La qualità di maggior pregio, per il suo colore nero e per la sua grana molto fine, è data dal Diospyros ebenum e dal Diospyros melanoxylon, provenienti dalle Indie.

## Nomenclatura e provenienza

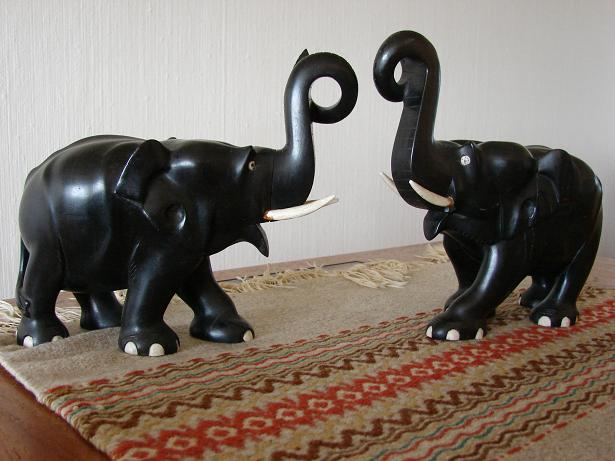
Scultura etnica in ebano, realizzata in Sri Lanka.

Le essenze più pregiate sono quelle di colore nero e possono essere di origine africana o asiatica:
- L'ebano africano (Diospyros crassiflora, Diospyros mespiliformis e Diospyros perrieri) cresce in varie zone dell'Africa subsahariana e del Madagascar solitamente questo è più pregiato ed è coperto di spine.
- L'ebano asiatico (Diospyros ebenum e Diospyros melanoxylon) è generalmente più pesante di quello africano e l'areale di crescita va dall'India e Sri Lanka fino all'Indocina e all'Indonesia.

Altre essenze diffuse sono:
- L'ebano cubano (Diospyros crassinervis): diffuso sulle isole di Hispaniola, Cuba e nelle Bahamas.
- L'ebano macassar (Diospyros celebica): originario dell'isola di Sulawesi. Non è di colore totalmente nero ma striato in marrone scuro.
- L'ebano bianco (Diospyros melanida, Diospyros montana)

### Essenze di generi diversi
Vi sono poi altri alberi che vengono chiamati ebano, solitamente a causa del colore scuro:
- L'ebano della Giamaica o granatiglio (Brya ebenus) è un albero della famiglia delle Fabaceae diffuso sulle isole della Giamaica e di Cuba.
- L'ebano del Senegal, mpingo o granatiglio nero (Dalbergia melanoxylon) è un palissandro diffuso in buona parte dell'Africa subsahariana.
- L'ebano viola o bois de rose (Dalbergia maritima) è in realtà anche questo un palissandro, originario del Madagascar.
- L'ebano marrone (Caesalpinia paraguariensis), dello stesso genere del pernambuco, è un albero che cresce in Argentina, Uruguay, Bolivia, Paraguay e Brasile.

## Caratteristiche tecniche
La maggior parte delle varietà di ebano presenta un peso specifico superiore ai 1000 kg/m³, quindi non galleggia ed è uno dei legnami più densi. Le polveri sono spesso irritanti per le mucose. Gli alberi di età più avanzata presentano il durame completamente annerito a causa dell'azione di un fungo parassita che ne fa precipitare gli elementi e contemporaneamente virare il colore in nero o marrone scuro. Sia la crescita della pianta, sia l'azione fungina sono molto lente, per cui non è facile reperire alberi vecchi a sufficienza da avere il durame nero. Inoltre il taglio intercorso da molti anni a questa parte non fa che ridurre ulteriormente il numero di esemplari di età avanzata. Essendo particolarmente ricercato, molte specie di ebano sono a rischio di estinzione o perlomeno stanno diventando via via più rare.

## Usi
È un legno nero pregiatissimo, duro, pesante e resistente alle muffe, e viene spesso venduto a peso. Viene impiegato per applicazioni di particolare impegno: falegnameria fine, mobili di pregio, sculture, oggetti di uso quotidiano come bastoni da passeggio (più di rado), rivestimenti di lusso, strumenti musicali, scacchi. È tra le specie protette dalla Convenzione sul commercio internazionale delle specie minacciate di estinzione (CITES).
L'ebano nero è molto apprezzato in ebanisteria, tanto da aver "decretato" il nome di quest'arte.

In falegnameria viene impiegato per la fabbricazione di mobili, stipetteria, impiallacciature e manici di coltello.

In liuteria è molto usato l'ebano di colore nero, ma anche il macassar: è una delle essenze principali per la costruzione di strumenti a fiato del gruppo dei legni (oboi, flauti, soprattutto quelli risalenti al periodo barocco, clarinetti), tasti per pianoforte e tastiere di strumenti cordofoni come chitarra e violino.

## Contraffazioni
Essendo l'ebano un legname piuttosto costoso, è pratica comune tingere di nero essenze di altre piante di più facile reperibilità. Ottimi risultati si ottengono, ad esempio, colorando il pero (Pyrus communis) o il carpino bianco (Carpinus betulus).

## Galleria d'immagini

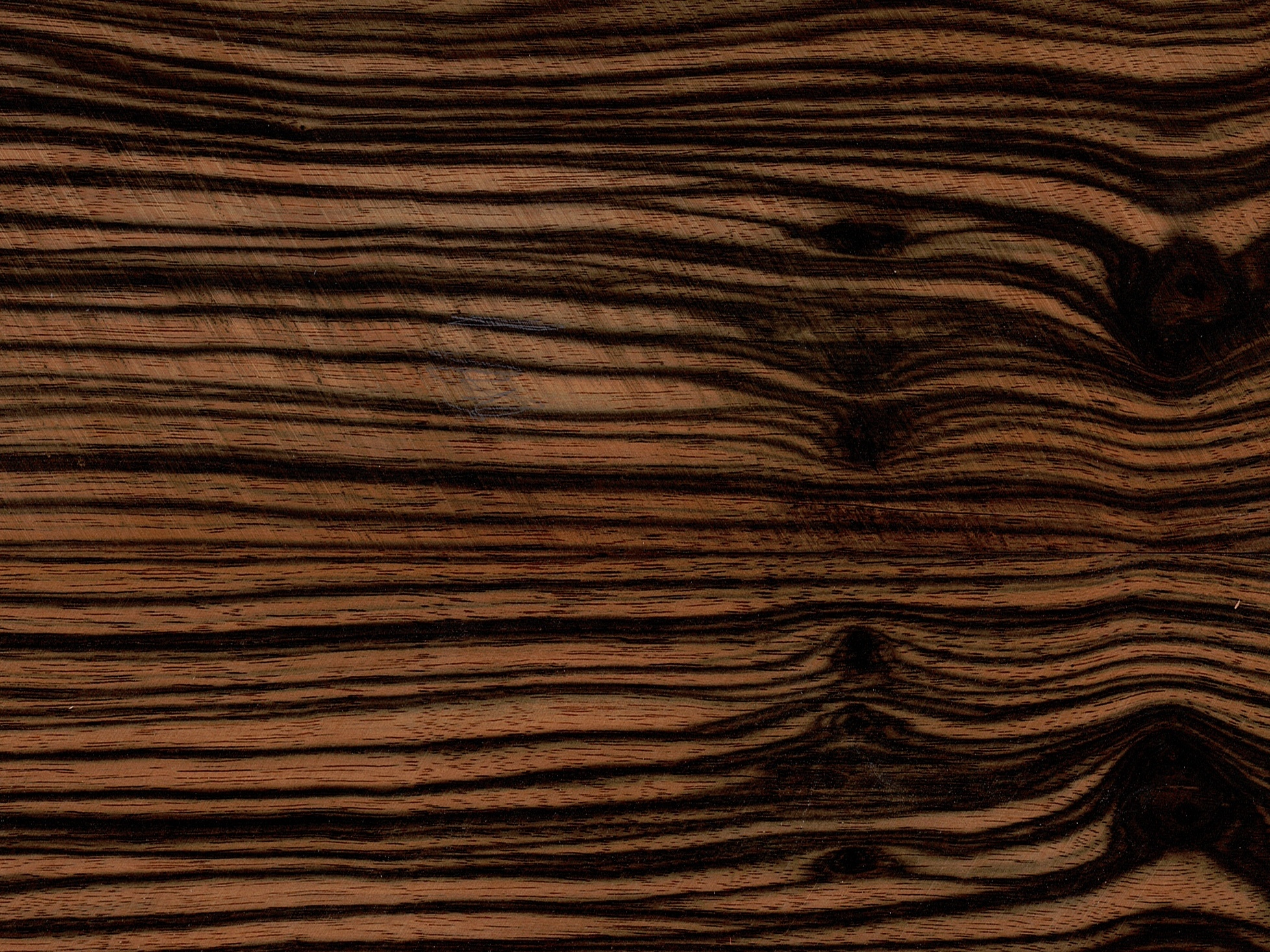
Esempio di essenza di ebano macassar (D. celebica).
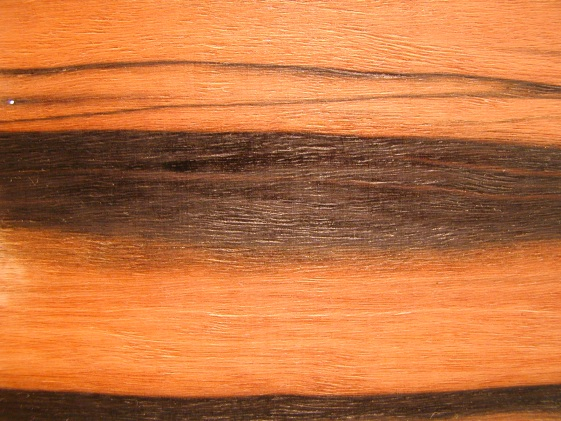
Esempio di essenza di ebano macassar (D. celebica).
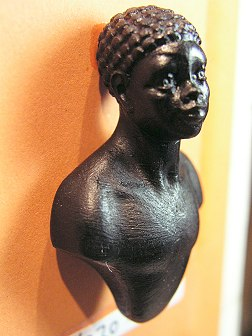
Moro veneziano, busto in ebano scolpito.
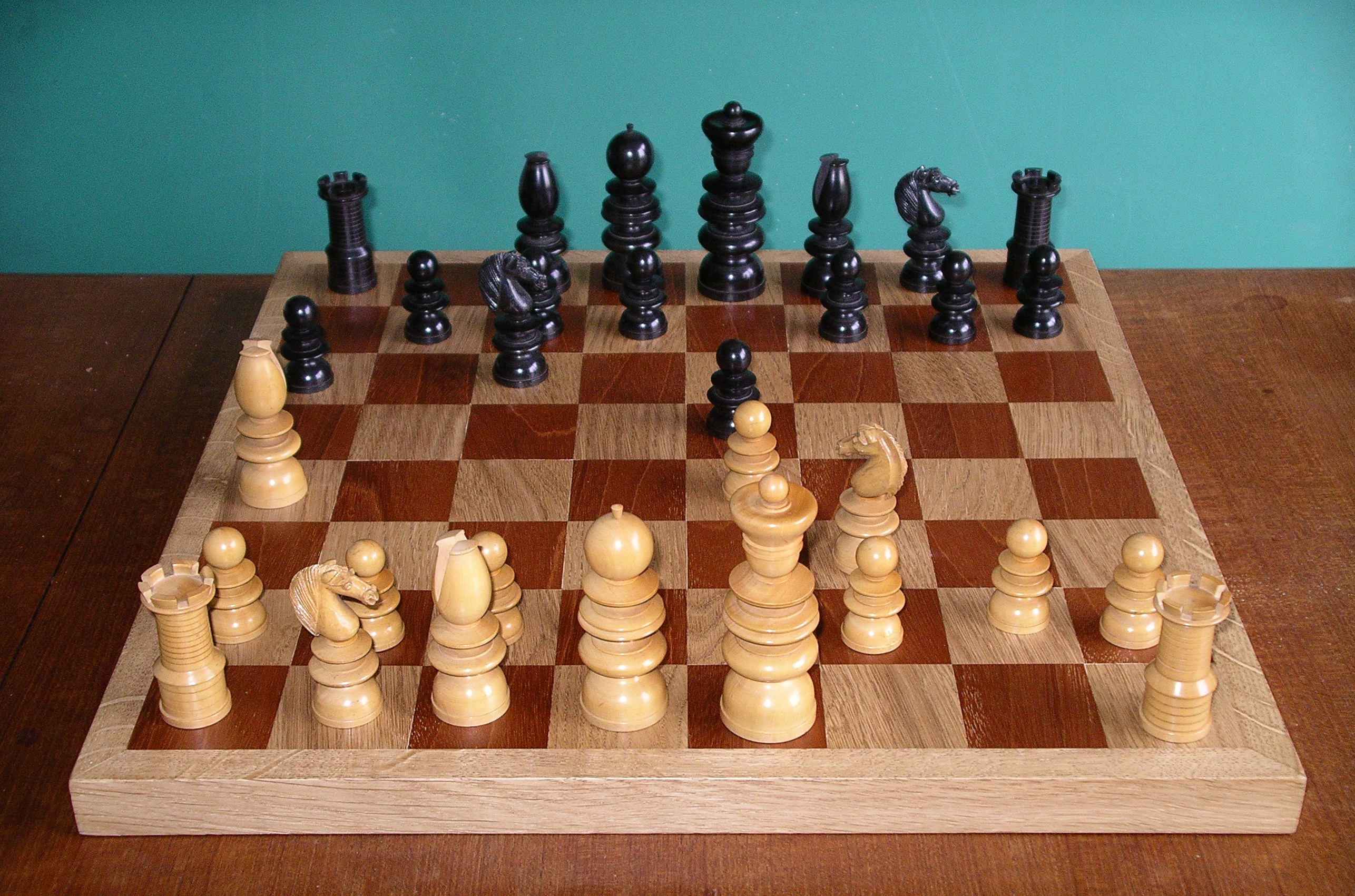
Scacchiera con i pezzi neri lavorati in ebano.
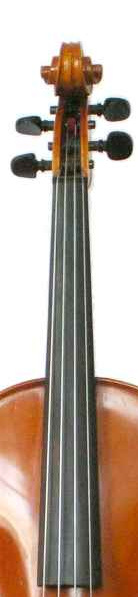
Tastiera di un violino.
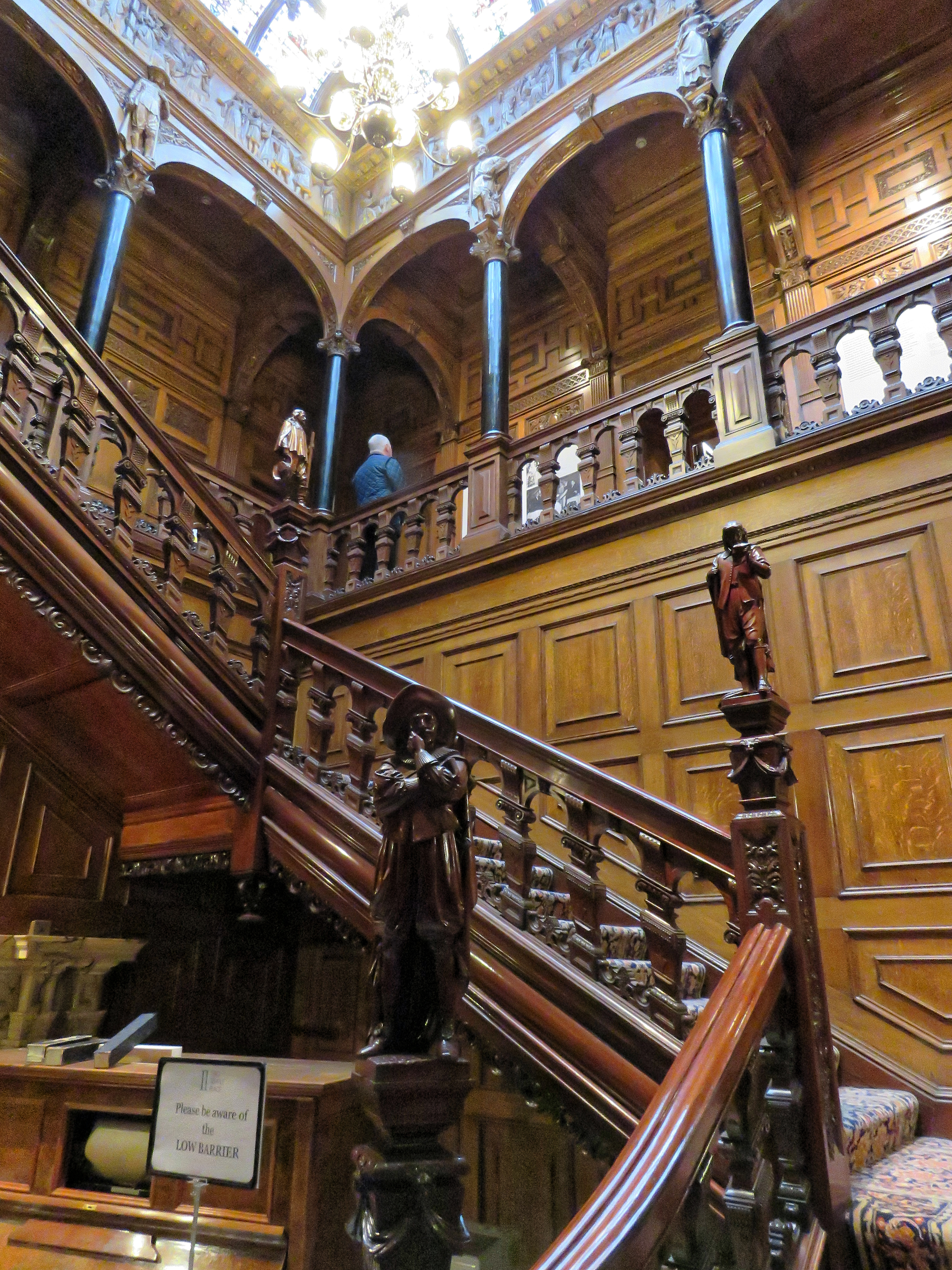
Atrio d'ingresso con scalinata di una magione neogotica.